# Trollz
Trollz é um desenho animado estadunidense–canadense produzido pela DiC Entertainment e Cookie Jar Entertainment. Foi originalmente transmitido pela CBS entre 21 de janeiro de 2005 e 4 de maio de 2007. No Brasil, a série foi exibida pela Nickelodeon e, em Portugal, pelo canal TVI e pelo canal SIC K.

## História
No passado, todos em Trollzópolis usavam magia no seu dia a dia. Porém, toda a paz acabou quando Simon destruiu o Âmbar negro, o principal ingrediente para os feitiços. Isso fez com que o mundo quase desaparecesse. Porém, isso foi impedido pela magia dos cinco feitiços, feito quando vários trollzs se unem. Simon sumiu, mas deixou a magia enfraquecida e ela passou a funcionar apenas com garotas. Um dia, Amethyst, Topaz, Ruby, Onyx e Sapphire despertaram o malvado Simon das trevas. Assim, as aprendizes de feiticeiras tem que se unir e, dessa forma, enfrentar Simon.

## Personagens
Sapphire Trollzawa
É esperta, ambiciosa e orgulhosa. Ela é organizada, estudiosa e planeja o futuro. Quando não está lendo livros interessantes, adora passear com suas amigas. Curiosa, gentil, pensa rápido e tem memória fotográfica. Seu coração bate mais forte por Alabaster. Sua joia é uma flor. (é dublada por Samira Fernandes e dobrada por Maria João Miguel).
Amethyst Van Der Troll
Ela é uma doce e adorável garota de 14 anos. Está no início do colegial e ansiosa por crescer. Amethyst às vezes é insegura, mas quando a ocasião pede, ela se torna corajosa e não mede esforços para fazer a coisa certa. No inseparável grupo das Trollz, é a mais simples e bondosa. Tudo o que ela mais deseja é que suas amigas estejam felizes e inseparáveis. Ela perde o ar toda vez que vê Coal. Sua joia é um coração. (é dublada por Tatiane Keplmair e dobrada por Patrícia Andante).
Onyx Von Trollenberg
Onyx é gótica, detesta modismos e tem uma inteligência afiadíssima. Sempre tem uma resposta na ponta da língua. Ela se interessa por tudo que estiver relacionado a suas amigas e não suporta hipocrisia e falsidade. Ela fica toda derretida quando Flint está por perto. Sua joia é uma lua crescente (é dublada por  Priscilla Concepcion e ).
Ruby Trollman
Ruby, ou melhor, "Miss Popularidade", é mimada, mandona, materialista e egocêntrica. Ela se define como a líder das Trollz. Sempre assume todas as responsabilidades e por isso acaba sendo muito mandona. No fundo, Ruby tem um ótimo coração e sempre admite quando sua chatice passa dos limites. É apaixonada por Rock. Sua jóa é uma estrela (é dublada por Angélica Santos e dobrada por Sofia Brito).
Topaz Trollhopper
Topaz tem cabeça de vento, é imprevisível, amável. É a rainha da moda, tem seu próprio estilo. Ela se distrai com facilidade e muitas vezes parece que vive em outro planeta. Topaz é dona de atitudes desinteressadas e espontâneas que sempre ajudam a resolver os problemas da turma. É apaixonada por Jasper. Sua joia é um diamante. (é dublada por Jussara Marques e e dobrada por Ana Vieria).
Simon
Um gremlin muito antigo, apesar de parecer ter 9 anos. No passado, tentou dominar Trollzpolis e, por isso, foi banido da cidade. Muito tempo depois, as garotas Trollz o libertaram e ele vai tentar usar todos os seus planos de conquista e com uso da magia quer dominar Trollzpolis.
Snarf
Metade ogro e metade cachorro,ele é capaz de mudar de forma e adora aterrorizar as garotas,mas ainda sim gosta um pouco delas.Fiel a Simon e faz de tudo para fazê-lo feliz e para não irrita-lo.
Coal Trollwell
Desajeitado e radical é do estilo cara maneiro e conquistou Amethyst.
Rock Trollhammer
É bastante comilão e sem memória,mais ainda assim Ruby o ama.
Jasper Trollhound
É um troll meio agressivo,mais conquistou Topaz.
Flint Trollentino
Um troll gótico e rockeiro por isso Onyx está apaixonada por ele.
Alabaster Trollington III
Apesar de parecer nerd e CDF, é bem romântico e divertido, por isso Sapphire é louca por ele.

## Episódios
1ª Temporada
Episódio 01 - Melhores Amigas Para Sempre
Episódio 02 - O Problema de Feitiço das Cinco
Episódio 03 - Primeiro Dia de Aula
Episódio 04 - A Pedra da Onyx
Episódio 05 - Topaz Possuída
Episódio 06 - O Grande Teste
Episódio 07 - Trollz Velozes, Trollz Ferozes
Episódio 08 - A Grande Corrida
Episódio 09 - Na Floresta
Episódio 10 - O Jogo do Namoro
Episódio 11 - Espelho, Espelho Meu
Episódio 12 - As Regras de Ruby para Festas
Episódio 13 - Ambar Eterno
Episódio 14 - Velhos Tempos Não Tão Bons
Episódio 15 - Simplesmente Simon
Episódio 16 - A Árvore e o Dragão
Episódio 17 - De volta Pra Casa
Episódio 18 -
Episódio 19 -
Episódio 20 - O Dia em que a Magia Morreu
Episódio 21 - Trazendo a Magia de Volta
Episódio 22 - Garota Nova na Cidade
Episódio 23 - Quando as Garotas Ficam Màs
Episódio 24 -
Episódio 25 -
Episódio 26 -
Episódio 27 -